# STAR TRAVELER
『STAR TRAVELER』（スター・トラベラー）は、2016年3月30日にリリースされた風男塾の5thアルバム。発売元はインペリアルレコード。

## 概要
前作『POWER OF WIND』から約2年ぶりとなるアルバム。
通常盤と初回限定盤A・Bの3形態で発売。初回限定盤A・Bには、収録内容の異なるDVDが付属している。

## 収録曲
テイチクレコード公式サイト内の紹介ページによる。

### CD
1. STARTING STAR!
作詞：HANAWA / 作曲:Eric Lidbom / 編曲：Shinobu Narita
日本テレビ系『誰だって波瀾爆笑』エンディングテーマ。
2. 瞬間到来フューチャー
作詞：Kanata Okajima・HIKARI / 作曲：HIKARI・Stephan Elfgren・Kanata Okajima / 編曲：Shinobu Narita
14thシングル。
3. BE HERO
作詞：はなわ / 作曲：はなわ・大智 / 編曲：成田忍・大智
13thシングル。スマホゲーム「サウザンドメモリーズ」公式タイアップソング、CBCラジオ「いっしょに歌お！CBCラジオ〜今月のキャンペーンソング〜（2014年10月度）」。
4. もしも これが恋なら
作詞：FLaF / 作曲：Albi Albertsson・Daichi / 編曲：Shinobu Narita
15thシングル。フジテレビ系『志村座』2015年9月度エンディングテーマ。
5. ラブメッセンジャー
作詞：miyakei / 作曲：DAICHI / 編曲：Shinobu Narita
6. Fighting Man / コンサ・ドゥ・ワニーナワニーナ
作詞：Kanata Okajima / 作曲：Shun Kusakawa・Shunsuke Harada / 編曲：Shunsuke Harada
7. 桜のYELL
作詞・作曲：ヒロイズム / 編曲：成田忍
14thシングルのカップリング曲。
8. かざみどり
作詞：miyakei / 作曲：DAICHI・Carlos Okabe・THE APPLE OF MY EYE / 編曲：Shinobu Narita
15thシングルのカップリング曲。
9. 友達と呼べる君へ
作詞：はなわ / 作曲：youwhich・L-m-T / 編曲：原田峻輔
16thシングル。テレビ朝日系『musicるTV』2016年2月度オープニングテーマ。
10. 七色の鳥
作詞・作曲：はなわ・大智 / 編曲：成田忍
13thシングルのカップリング曲。
11. This is Love
作詞・作曲：桜井秀俊 / 編曲：桜井秀俊・成田忍

### DVD
初回限定盤A
- 『STAR TRAVELER』ジャケット撮影メイキング映像

初回限定盤B
- 『STAR TRAVELER』レコーディング メイキング映像